# Southern Gateway (Virginia)
Southern Gateway è un census-designated place (CDP) degli Stati Uniti d'America, situato nello stato della Virginia, nella contea di Stafford. Secondo il censimento del 2020 gli abitanti di Southern Gateway ammontavano a 3 133.